# Операція «Прощання з пустелею»
Операція «Прощання з пустелею» (англ. Operation Desert Farewell) — назва операції повернення американських підрозділів і техніки до Сполучених Штатів у 1991 році після звільнення Кувейту під час першої війни в Перській затоці. Деякі підрозділи Корпусу морської піхоти США були перенаправлені для надання гуманітарної допомоги в затопленому Бангладеш (операція «Морський янгол»).
У деяких документах також названа операцією «Пустельний спокій» (англ. Operation Desert Calm) або Operation Peace Walker.